# Яловой, Фёдор Степанович
Фёдор Степа́нович Ялово́й (8 [21] мая 1917, Веркиевка, Черниговская губерния — 16 июня 2003, Москва) — участник Великой Отечественной войны, штурман 15-го гвардейского авиационного полка дальнего действия 4-й гвардейской авиационной дивизии дальнего действия 4-го гвардейского авиационного корпуса дальнего действия авиации дальнего действия, Герой Советского Союза, Заслуженный военный штурман СССР (1965). Генерал-майор авиации (22.02.1963).

## Биография
Родился 21 мая 1917 года в селе Веркиевка Черниговской губернии в семье украинского рабочего. В 1936 году, по окончании двух кусов Нежинского педагогического института, по комсомольской путёвке был направлен в ряды Красной Армии для прохождения службы.
В 1939 году получил образование в Челябинском военном авиационном училище лётчиков-наблюдателей, дальнейшую службу проходил в городе Челябинске.
С 1942 года принимал участие в боевых действиях в качестве штурмана корабля в авиации дальнего действия, затем был переведён в 15-й гвардейский бомбардировочный Севастопольсий Краснознамённый авиационный полк на должность штурмана полка.
Указом Президиума Верховного Совета СССР от 5 октября 1944 года гвардии майору Ф. С. Яловому было присвоено звание Героя Советского Союза с вручением ордена Ленина и медали «Золотая Звезда» (№ 5129).
К моменту награждения Фёдор Степанович имел на своём счету 206 боевых вылетов в тыл врага для высадки десанта и бомбардировок, а к концу войны количество вылетов увеличилось до 230.
После победы не демобилизовался и для продолжения военной службы был направлен в 14-ю гвардейскую Брянско-Берлинскую бомбардировочно-авиационную дивизию. В 1952 году окончил Военно-воздушную академию, затем работал в Иваново начальником лётного центра по усовершенствованию штурманского состава полков и соединений. В 1955 году Яловой был назначен старшим штурманом дивизии Дальней авиации в Энгельсе, в следующем году переведён на должность главного штурмана авиакорпуса в городе Смоленске. В 1962 году стал главным штурманом Дальней авиации, а в 1972 году уволился в запас в звании генерал-майора авиации. Затем был научным сотрудником 27-го НИИ Министерства обороны вплоть до выхода на пенсию в 1987 году.
Фёдор Степанович участвовал в трёх парадах на Красной площади — в 1945, 1995 и 2001 годах.
Умер 16 июня 2003 года в Москве, похоронен на Троекуровском кладбище.

## Награды
- Золотая Звезда Героя Советского Союза;
- два ордена Ленина;
- два ордена Красного Знамени;
- орден Александра Невского;
- орден Отечественной войны I степени;
- орден Красной Звезды;
- медали.